# Мишохвістка
Мишохвістка (Myurella) — рід мохів родини Plagiotheciaceae.
Рід поширений у Північній півккулі.
Види:
- Myurella julacea
- Myurella sibirica
- Myurella tenerrima